# طبوغرافيا الصين

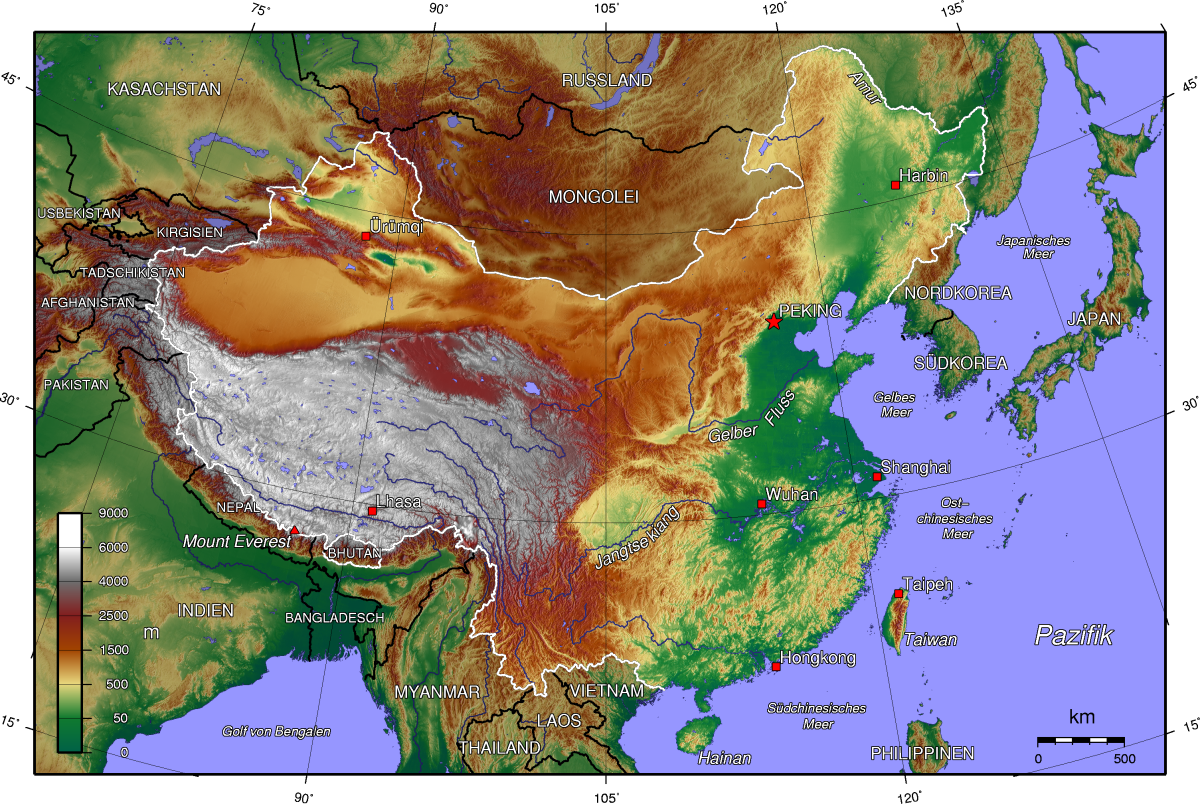
خريطة طبوغرافية للصين.

الصين بلاد كثيرة الجبال ويقطن ثلث سكانها في المناطق الجبلية، كما ان اکثر ان نصف المحافظات بالصين تقع في مناطق جبلية. تتنوع الطوبوغرافيا بالصين وتتسم بخواص طبيعية متعددة الاشكال، نظرا لأن مناطقها الجبلية الواسعة مرتفعة في المغرب ومنخفضة في الشرق. وتقع السهول أساسا في الشرق، والتلال في الجنوب الشرقي. اما الهضاب والاحواض فتنضم إلى الأشكال الطوبوغرافية الأخرى المتناثرة على مساحات واسعة أو تتشابك مع بعض مقدمة ظروفا مؤاتية لتنمية الاقتصاد المتنوع في الزراعة والتشجير والثروة الحيوانية والتعدين. وتشكل نسب السهول والتلال والجبال والهضاب والاحواض من مساحة الصين: 10,12، 33، 26، 19 بالمئة على التوالى.
وينحدر سطح الأرض الصينية من الغرب إلى الشرق في ثلاث درجات:
- الدرجة الأولى: هضبة تشينغهاي - التبت بجنوب غرب الصين المعروفة باسم ” سقف العالم “. وتتشكل من جبال عالية وعالية جدا وكتل من المرتفعات ومتوسط ارتفاعها 4000 م فوق سطح البحر. وتقع قمة جولمولونغما اعلى قمة في العالم، في الطرف الجنوبي من هضبة تشينغهاي - التبت على الحدود الصينية النيبالية.

- الدرجة الثانية: تمتد شمالا من هضبة تشينغهای - التبت عبر سلاسل جبال كوناون وتشيليان، وشرقا عبر جبال هنغدوان، وتهبط الأرض فجأة إلى الهضاب والجبال والاحواض من ارتفاع 2000 م إلى 1000 م فوق سطح البحر، مشكلة الدرجة الثانية من السلم التي تتكون من هضاب یونان - قويتشو واللوس ومنغوليا الداخلية واحواض تاريم وتشونقار وسيتشوان

- الدرجة الثالثة: تعيش اغلبية الشعب الصيني في الدرجة الثالثة أو المنخفضة من السلم، شرق الخط الممتد من سلاسل جبال شينغآن الكبرى وتايهانغ وووشان وشرقي طرف هضبة يونان - قويتشو إلى ساحل البحر، وهنا التلال أقل من 1000 م والسهول اقل من 200 م فوق سطح البحر.

يمتد سهل الشمال الشرقي وسهل الصين الشمالي على مجرى نهر اليانغتسي الأوسط - الاسفل والتلال السفحية لجنوب نهر اليانغتسي، من الشمال إلى الجنوب. وهي تأتي في مقدمة مناطق الصين زراعيا وصناعيا بفضل ظروفها الجغرافية الممتازة واستيطان اغلب سكان البلاد والتركز الهائل للمدن الكبرى. وإلى الشرق من الدرجة الثالثة يوجد الجرف القارى المشكل من المخاضات التي هي امتداد لليابسة في المحيط.

## الجبال

### سلاسل الجبال الرئيسية
تمتد سلاسل الجبال بالصين في اتجاهات مختلفة بطول البلاد وعرضها مشكلة الطوبوغرافيا العامة للصين. وتمتد معظم الجبال من الغرب إلى الشرق ومن شمال الشرق إلى جنوب الغرب. ويمتد قليل منها من شمال الغرب إلى جنوب الشرق من الشمال إلى الجنوب. وهي متناثرة منتظمة على سطح الأرض مثل رقعة الشطرنج.

#### السلاسل الغربية - الشرقية
تتكون رئيسيا من ثلاث مجموعات: المجموعة الشمالية تشمل سلسلة تياتشان التي تخترق شينجيانغ الوسطی، وسلسلة ينشان التي تمتد عبر القسم الأوسط من هضبة منغوليا الداخلية.
والمجموعة الوسطى تشمل سلسلة كوناون التي تمتد إلى حدود شينجيانغ من التبت، وسلسلة تشينلينغ التي تخترق الجزء الأوسط من الصين.
والمجموعة الجنوبية تشمل جبال نانلينغ على حدود هونان - جيانغشی - قوانغدونغ - قوانغشی.
وتمند جبال هيمالايا، بشكل عام، باتجاه الغرب إلى الشرق. وتعتبر السلاسل الغربية الشرقية حدودا جغرافية هامة في الصين. فعلى سبيل المثال، تقسم جبال تيانشان شينجيانغ إلى قسمين، جنوبي وشمالي. وتعتبر جبال پنشان جزءا من خط الحدود بين احواض الأنهار الداخلية والخارجية. أما جبال كوناون فهي جزء من خط الحدود بين درجتي السلم الأولى والثانية في معالم تضاريس الصين. وجبال تشينلينغ هي خط تقسيم المياه لنظامي نهر يانغتسي والنهر الأصفر والخط الفاصل جغرافيا بین شمال الصين وجنوبها. وجبال تانلينغ هي خط تقسيم المياه لنظامی نهري اليانغتسي وتشوجيانغ وفاصل جغرافي طبيعي في جنوب الصين.

#### السلاسل الشمالية الشرقية - الجنوبية الغربية
تتألف أيضا من ثلاث مجموعات اغلبها في الجهة الشرقية المنخفضة.
في المجموعة الغربية: جبال شينغآن الكبرى وتقع بين هضبة منغوليا الداخلية والسهل الشمالي الشرقي، وجبال تایهانغ بين هضبة اللوس وسهل شمال الصين، وجبال ووشان على حدود مقاولعتي سيتشوان وهوبی، وجبال شيويفنغ في غرب مقاطعة هونان.
في المجموعة الوسطى: جبال تشانغبای وتقع في شرق مقاطعات لياونينغ وجيلين وهيلونغجيانغ، وجبال رویی على حدود مقاطعتي فوجيان وجيانغشي،
المجموعة الشرقية تتكون من جبال تایوان.
وتشكل السلاسل الشمالية الشرقية - الجنوبية الغربية وعلى الخصوص سلاسل شیغان الكبرى وتایهانغ حواجز أمام التيارات الهوائية المحملة بالرطوبة القادمة من البحر مما يؤثر على توزيع الأمطار في الصين.

#### السلاسل الشمالية الغربية - الجنوبية الشرقية
تقع في الغرب وتضم مجموعتين، جبال تشيليان بين مقاطعتي قانسو وتشنغهای، وجبال آلتای على الحدود بين الصين ومنغوليا الشعبية

#### السلاسل الشمالية الجنوبية
وهي جبال خلان في وسط نينغشيا، وجبال هنغدوان المنتشرة في سيتشوان ويونان والتبت. وتلتقي جبال هيمالايا بسلاسل جبال هنغدوان وغيرها فتشكل سلسلة جبلية عملاقة قوسية الشكل.

### الجبال والقمم المشهورة
من بين 14 جبلا في العالم تتجاوز 8000 م فوق سطح البحر يوجد في الصين أو على حدودها 9 منها. وتتسم كثير من الجبال الصينية المشهورة عالميا بأهمية جغرافية، بعضها منبع لأنهار كبرى واخرى تشكل تقسیمات مناخية أو احواض انهار. وهناك جبال برغم عدم ظهورها على الخريطة تشتهر بمناظرها الفاتنة أو بكونها مصائف جيدة، في حين طارت شهرة غيرها طولا وعرضا لما فيها من الآثار التاريخية والدينية، بل هناك جبال تجتذب متسلقى الجبال بسبب ارتفاعها المرعب؛ ففي الصين أكثر من 100 جبل يزيد ارتفاع الواحد منها على 7000 م وأكثر من ألف جبل يتجاوز ارتفاع الواحد منها 6000 م.
جبال هيمالايا

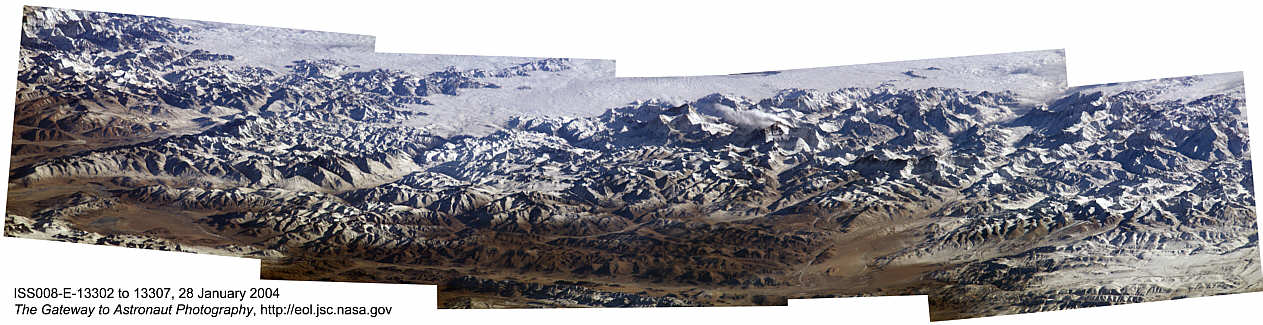
صورة فضائية لجبال الهملايا

هيمالايا ومعناها «موطن الثلج» في اللغة التبتية. أكثر سلاسل الجبال في العالم روعة وارتفاعا، ومعظمها يقع في الصين. كما أنها أطول سلسلة جبلية في الصين اذ تمتد 2400 کم من الغرب إلى الشرق و200 – 300 کم من الشمال إلى الجنوب في التبت الصينية وباكستان والهند ونيبال وسیكیم وبهوتان. ويبلغ متوسط ارتفاع السلسلة الرئيسية من جبال هيمالايا أكثر من 6000 م فوق سطح البحر مما يتجاوز بكثير ارتفاع أي سلسلة جبلية أخرى بالعالم. وتتجاوز 40 قمة من هيمالايا 7000 م فوق سطح البحر و11 قمة تتجاوز 8000 م فوق سطح البحر وقمة جولمولونغما وارتفاعها 8,848 م فوق سطح البحر على حدود الصين - نیبال، اعلى قمة في العالم. يغطى الجليد والثلوج قمم هيمالايا طوال السنة، وتغطي الأنهار الجليدية حوالى 10,000 كم مربع. والسفوح الشمالية الغربية لهيمالايا جافة وباردة وتنمو عليها نباتات غير كثيفة، بينما تكثر الأمطار على السفوح الجنوبية، ويظهر المشهد شبه الاستوائي الطبيعي في منطقتي تسايول وموتوه بجنوب شرق التبت.

سبب تكون الهيمالايا

وقد جمعت أكاديمية العلوم الصينية، عبر عديد من أعمال المسح المكثفة لهيمالايا، ثروة نفيسة من المعطيات العلمية، وكشفت المكتشفات العدد كبير من مستحثات الحيوانات والنباتات البحرية بما فيها الاكصور العملاقة (زحافة بحرية منقرضة سمكية الشكل) والعائدة إلى ما قبل 160 مليون سنة والمكتشفة على ارتفاع 4800 م فوق سطح البحر، أن هيمالايا كانت ذات يوم بحرا واسعا. وظلت السلسلة الجبلية ترتفع بمعدل 0.33 - 1.27 سم سنويا، مما يشير إلى أنها من احدث السلاسل الجبلية بالعالم.

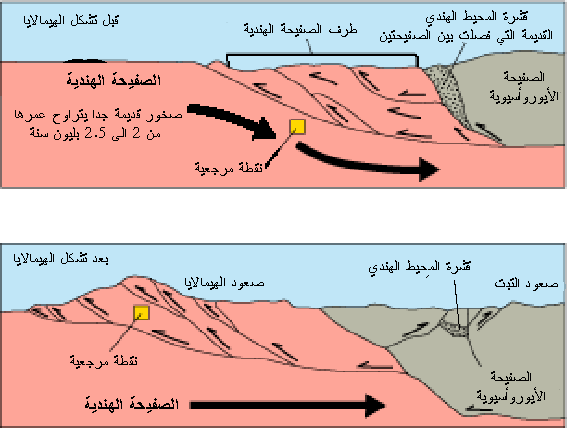
كيف تكون الهيمالايا

وفقا للنظرية الحديثة من تكتونات الصفائح، تشكيلها هو نتيجة الاصطدام القاري على طول الحدود المتقاربة بين لوحة الهند الأسترالية واللوحة الآسيوية. كما تشكلت مرتفعات أراكان يوما في ميانمار وجزر أندامان ونيكوبار في خليج البنغال نتيجة لهذا الاصطدام.
خلال العصر الطباشيري العلوي، قبل نحو 70 مليون سنة، كانت الصفيحة الهندية الأسترالية تتحرك شمالا (التي انشقت بعد ذلك إلى الصفيحة الهندية والصفيحة الأسترالية) في حوالي 15 سم في السنة. قبل حوالي 50 مليون سنة، أغلقت هذه اللوحة الهندية الأسترالية بسرعة تيثيس أوشن، التي تم تحديد وجودها عن طريق الصخور الرسوبية التي استقرت على قاع المحيط، والبراكين التي هبطت حوافها. ولما كانت كلتا الصفائح تتكون من قشرة قارية منخفضة الكثافة، فإنها كانت متقلبة ومطوية في سلاسل جبلية بدلا من أن تندرج تحت الوشاح على طول خندق محيطي. وهناك حقيقة كثيرا ما تستخدم لتوضيح هذه العملية هي أن قمة جبل ايفرست مصنوعة من الحجر الجيري البحري من هذا المحيط القديم.
اليوم، لا تزال لوحة الهندي مدفوعة أفقيا في هضبة التبت، مما يجبر الهضبة على مواصلة التحرك صعودا. ولا تزال الصفيحة الهندية تتحرك عند 67 مم في السنة، وعلى مدى السنوات ال 10 ملايين المقبلة سوف تسافر نحو 1500 كم في آسيا. ويتم استيعاب حوالي 20 ملم سنويا من التقارب بين الهند وآسيا من خلال الدفع على طول الجبهة الجنوبية لجبال الهيمالايا. وهذا يؤدي إلى ارتفاع جبال الهيمالايا بنحو 5 ملم في السنة، مما يجعلها نشطة جيولوجيا. حركة اللوحة الهندية في اللوحة الآسيوية أيضا يجعل هذه المنطقة نشطة زلزاليا، مما يؤدي إلى الزلازل من وقت لآخر.

#### قمة جولمولونغما (جبل افرست)

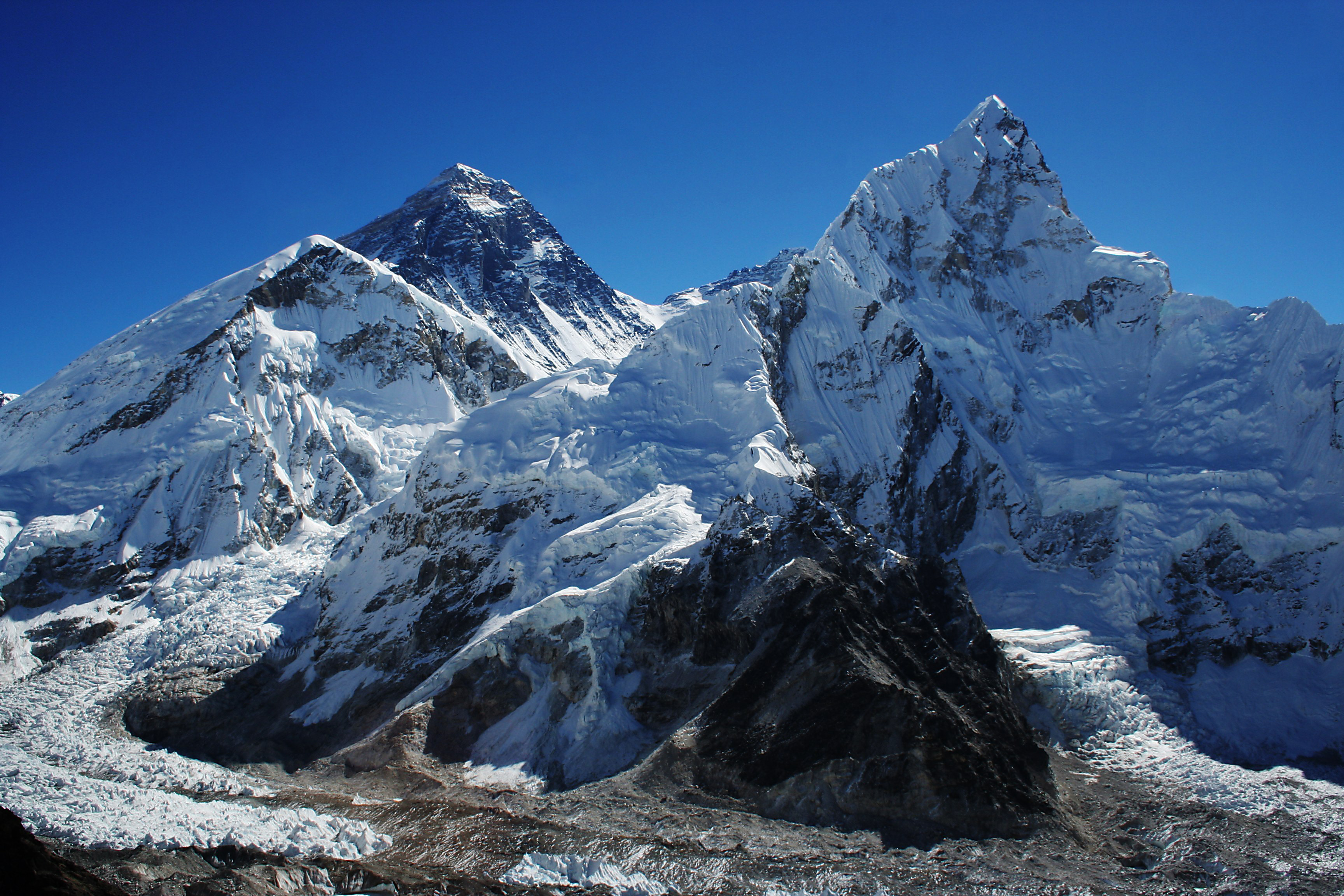
قمة جولمولونغما (جبل افرست) صورة الجبل مأخوذة من جبل كالا بتثار

جولمونغما هي الذروة الرئيسية في هيمالايا وأعلى قمة في العالم، وتقع على حدود التبت الصينية ونيبال وسفحها الشمالي في الصين . ويبلغ ارتفاع ذروتها 8,848 م فوق سطح البحر حسب مسح دقیق جری سنة 1970.
شكلها مثل الهرم الكبير وهی معممة بالثلوج طوال السنة، كما يتقاطع فيها عدد من الأنهار الجليدية الضخمة وأطولها بطول 26 كم. قمة جولمولونغما تعني " الآله العظمى "، في اللغة التبتية. يدعوها النيباليون "ساغارماتا" وتعرف في العالم باسم ” افرست" بعد أن سماها اعتباطيا مكتب المساحة الهندى العام في سنة 1855 والذي كان تحت اشراف بريطانيا على اسم المساح العام السيد جورج افرست. وفي سنة 1952، أعادت الحكومة الصينية تسميتها باسم قمة جولمولونغما . ولما كانت هذه القمة تجذب من أمد بعيد متسلقي الجبال افتتحت من جانبها الصيني في سنة 1980 لمتسلقی الجبال الأجانب. وقد وصل المتسلقون الصينيون إلى ذروتها من السفح الشمالى مرتين: الأولى في 20 مايو 1960 والثانية في 27 مایو 1975

#### جبال كونلون

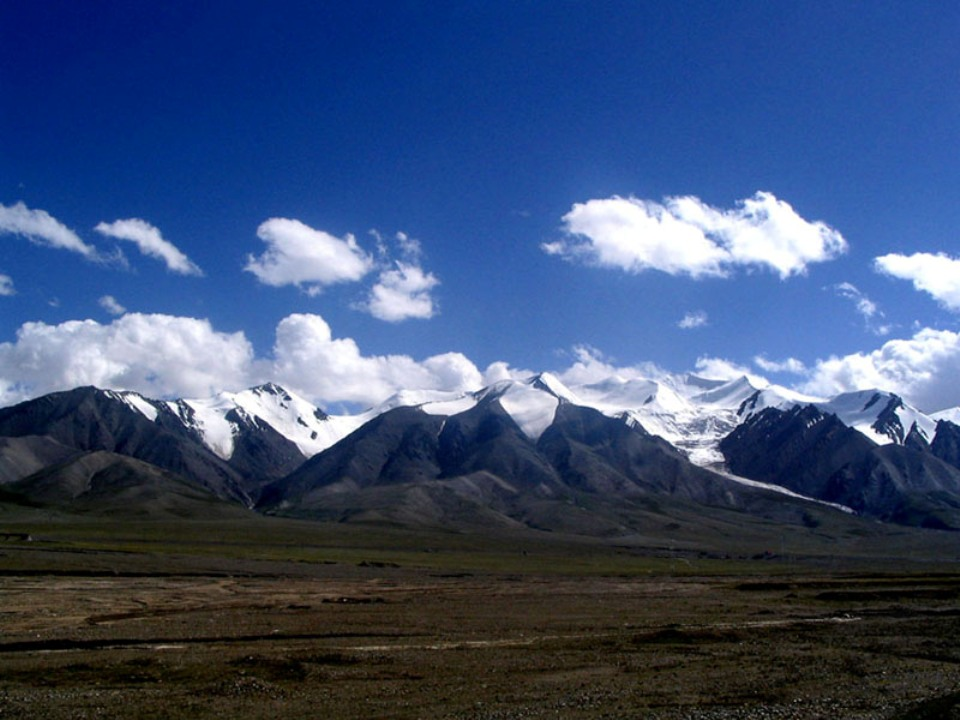
قسم من كونلون

جبال كونلون وتعرف باسم ” عمود آسيا الفقري وتقع في شمالی هضبة تشينغهاي - التبت بارتفاع 6000 م فوق مستوى سطح البحر، ممتدة 2500 كم شرقا ابتداء من هضبة البامير في الغرب على طول حدود شينجيانغ والتبت. ومن البعيد تظهر قمم جبال كونلون المعممة بالثلوج تتقاطع فيها الأنهار الجليدية، فتبدو کتنین فضى عملاق متمدد في السحب. وعندما تبدأ الثلوج والجليد بالذوبان في فصل الربيع على القمم الشاهقة مثل مزتاق (7723 م) ومشتاق (7546 م) وقونغقر (7719 م)، تتدفق جداول الماء الذائب على الأرض الجافة شمال غرب الصين وإلى نهر اليانغتسی والاصفر.
تنقسم سلسلة جبال كونلون وهي ممتدة إلى الشرق إلى ثلاثة أقسام: سلسلة آلطون التي تصبح جبال تشيليان، وسلسلة تشيمانتاق، وسلسلة هوهشیلی التي تصبح سلسلة بايانكالا . وتخترق طريق شينجيانغ - التبت القسم الغربي من منطقة جبال كونلون

#### جبال تيان شان

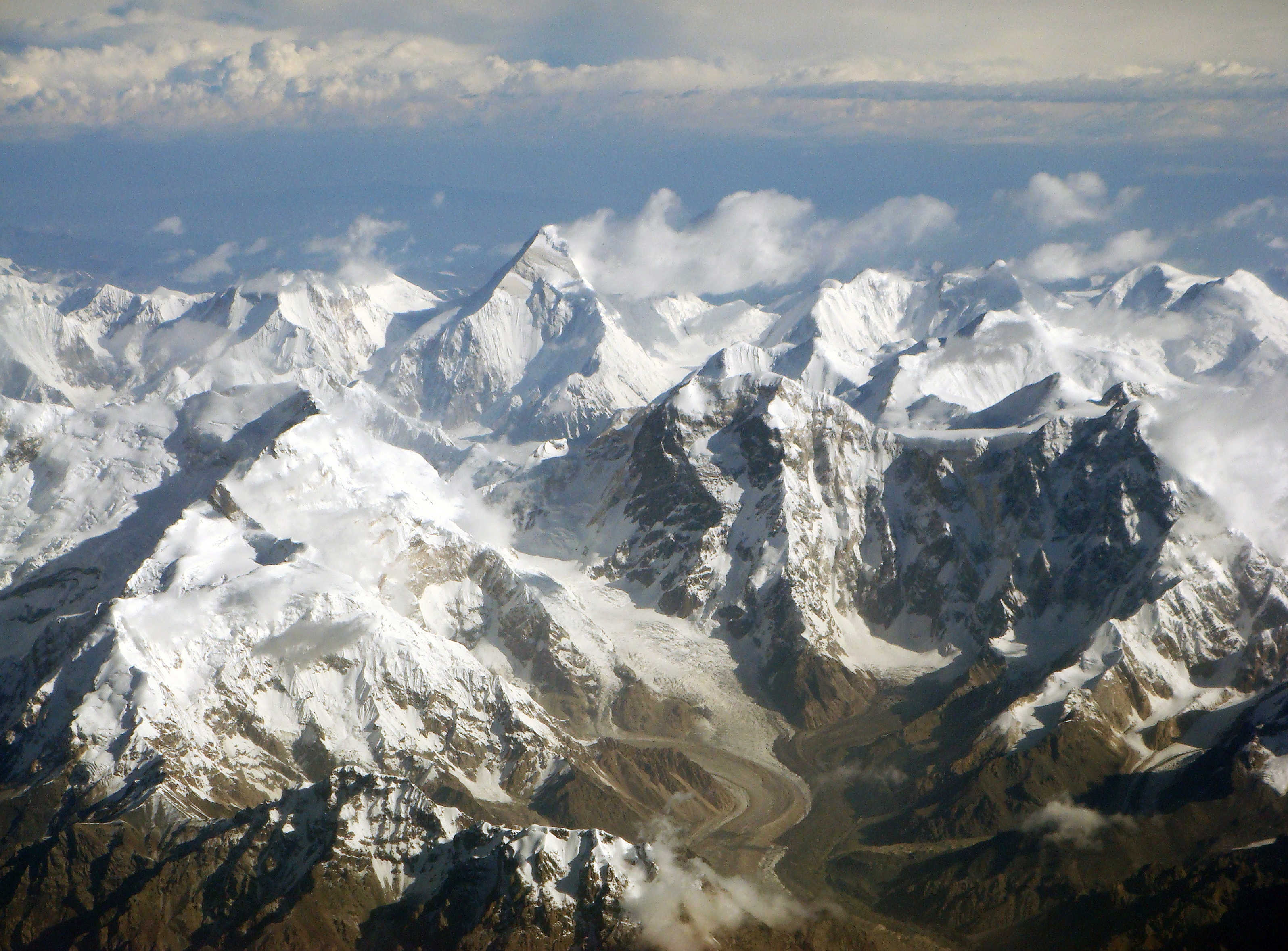
جبال تيان شان

تعد جبال تيان شان من أكبر سلاسل الجبال في آسيا، وهي غنية بالفحم والملح الصخري والمعادن، وفيها أحد أهم المراعي بالصين . وتمتد جبال تيان شان عبر وسط شينجيانغ فتقسمها إلى حوضی نشونقار وتاريم. هذه السلسلة تمتد غربا إلى الجزء الآسيوي الأوسط من الاتحاد السوفياتي السابق وشرقا إلى حدود قانسو - شينجيانغ، طولها الإجمالي 2500 کم منها 1500 کم في أراضي الصين. وعرضها ما بین 250 إلى 300 کم من الشمال إلى الجنوب، وهي تضم عددا من السلاسل الجبلية تمتد متوازية من الغرب إلى الشرق على ارتفاع من 3000 – 5000 م فوق سطح البحر وهي في الغرب أعلى منها في الشرق، وبها ممران شهيران في قسمها الشرقي يربطان الأقسام الشمالية والجنوبية من شينجيانغ. أحادهما: دابانتشنغ الذي تمر منه سكة حديد لانتشو - شينجيانغ إلى مدينة اوروتشي في الشمال الغربي، والآخر تشيجياوجينغ شمال غرب هامی. وتكثر القمم المغطاة بالثلوج في جبال تيانشان وابرزها قمة هانتنغقری (6995 م) وقمة تومور (7435 م) كما تكثر بها الأنهار الجليدية التي تعتبر موردا لعديد من الأنهار. وهناك عديد من الأحواض بين الجبال أشهرها من الغرب إلى الشرق أحواض: ايلى، يانتشي، توربان، هامي. وتزداد الرطوبة على السفوح الشمالية عن السفوح الجنوبية من جبال تيان شان بسبب التيارات الباردة القادمة من المحيط المتجمد الشمالي. وتتواجد الغابات الراتينجية الكثيفة على السفوح الشمالية بينما تتواجد المروج الجبلية على السفوح الجنوبية

#### جبال شينغان الكبرى

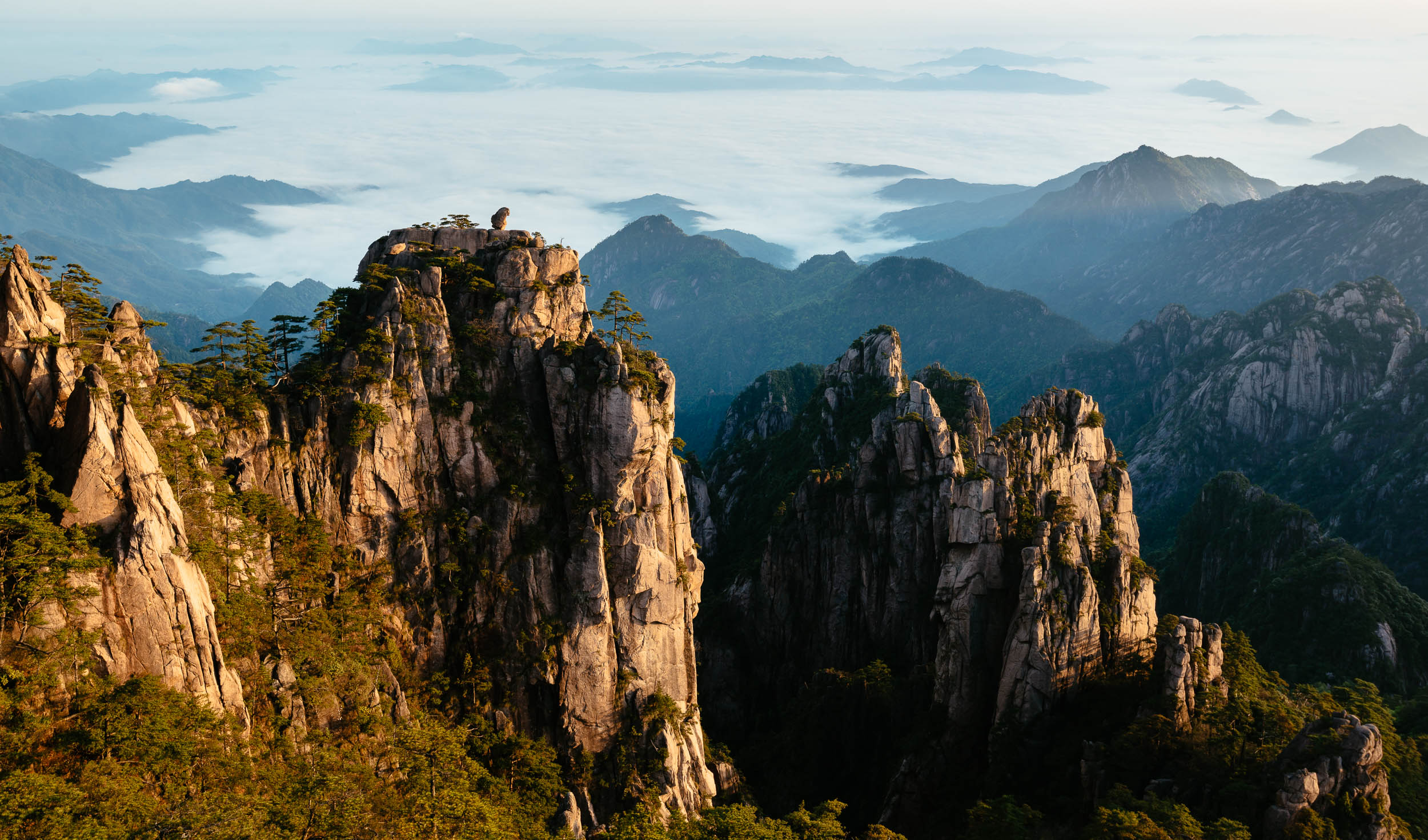
هوانغشان

جبال شينغان الكبرى، وتدعى أيضا جبال شينغان الغربية («داشينغآنلينغ»)، وتأتي في مقدمة الجبال الصينية من حيث الغابات الطبيعية. وتقع هذه الجبال في شمال شرق منغوليا الداخلية. وهي خط فاصل جغرافي طبيعي يتسم بالاهمية بین مناطق الساحل الشرقي والمناطق الداخلية شمال غرب الصين: كما تعتبر خط تقسيم لمياه هضبة منغوليا الداخلية وسهل سونغلياو. وعرضها يتراوح ما بین 200 إلى 300 کم، وتبدأ من ضفاف نهر هيلونغ في الشمال إلى المجاري العليا لنهر شیلامولون في الجنوب، ممتدة 1200 کم باتجاه شمال الشرق - جنوب الغرب.
إن هذه السلسلة ليست مرتفعة (1500 م فوق سطح البحر) وقمتها الرئيسية، جبل هوانغقانغليانغ، تصل إلى ارتفاع 2029 م فوق سطح البحر. وقمم الجبال مستديرة والسفوح الشرقية أشد انحدارا من السفوح الغربية، وهي تؤثر في المناخ بالمنطقة اذ أن الرياح الموسمية الصيفية التي تهب فوق مسافات طويلة من البحر الجنوبي الشرقي تصدها الجبال هنا من التوغل إلى الشمال الغربي. ولذلك، فان القسم الغربي من السلسلة جاف بينما القسم الشرقی رطب وتغطيه الغابات الكثيفة.

#### جبال يان شان
تمتد جبال يان شان من الغرب إلى الشرق في وسط منغوليا الداخلية وتتكون من جبال لانغ شان وو ولا في الغرب وجبال داتشينغ وهويتنغليانغ في الوسط، وجبال ليانغتشنغ وهواشان في الجنوب، وجبال داماتشيون في الشرق. وطولها من الغرب إلى الشرق 1200 كم وعرضها من الشمال إلى الجنوب من 50 إلى 100 کم وارتفاعها من 1500 إلى 2000 م فوق سطح البحر، وترتفع قمتها الرئيسية 2850 م فوق سطح البحر شمال سالاتشی .

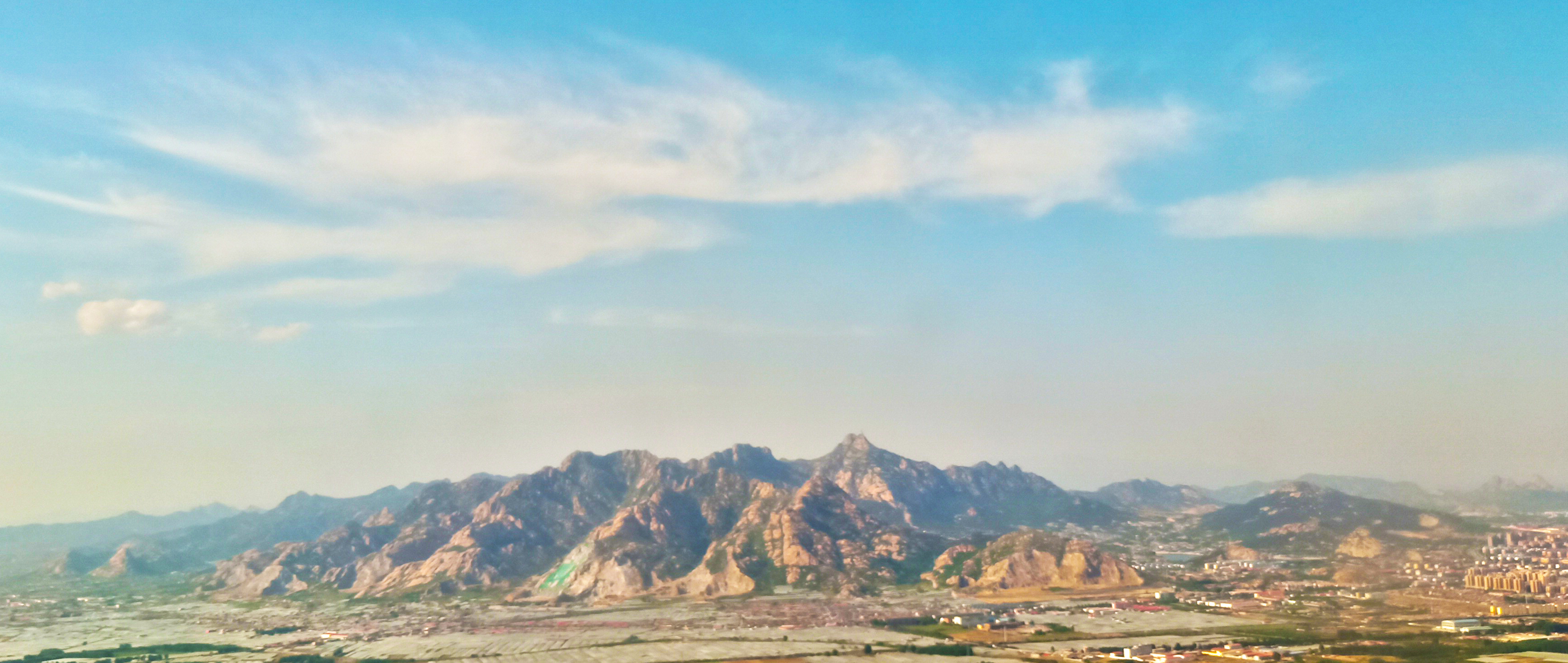
جبال يان شان

وتعتبر منطقة جبال پنشان خطا فاصلا هاما من حيث التضاريس والمناخ والزراعة وتربية الحيوان. وكذلك هي خط تقسيم المياه لأحواض الأنهار الداخلية والخارجية. وتقع إلى شمالها هضبة منغوليا الداخلية، منطقة رعوية، وإلى جنوبها سهل ختاو الخصيب، منطقة زراعية . وبنى قسم من سور الصين العظيم على طول جبال پنشان.

#### جبال تشينلينغ
تمتد حوالی 1500 کم عبر وسط الصين من حدود مقاطعتي قانسو وتشينغهای في الغرب عبر مقاطعة شنشي إلى وسط خنان في الشرق، مشكلة خطا فاصلا طبيعيا بين المنطلقتين شبه الاستوائية والمعتدلة في الصين. وتشتمل هذه السلسلة على جبال شيتشينغ ومینشان ودیشان وتشونغنان وهواشان وشیاوشان وسونغشان وفونيو. والسفوح الغربية منحدرة بينما السفوح الشرقية أقل انحدارا. وهی خط تقسيم المياه لشبكتي ويخه-هوایخه وهانجيانغ-جبالينغ، كما انها فاصل جغرافي بين الشمال والجنوب، وتغلى سلسلة تشينلينغ القسم المرتفع 2000 - 3000م فوق سطح البحر في شنشی وقمتها الرئيسية هي جبل تایبای وارتفاعه 3767 م فوق سطح البحر.
ولسلسلة تشينلينغ تأثير كبير على مناخ الصين . فبسبها يصعب على التيارات الهوائية الرطبة الآتية من المحيط، التغلغل إلى شمال الغرب صيفا وتصد أيضا الهواء البارد القادم من الشمال من التوغل إلى الجنوب شتاء. وكمية المياه المتدفقة في الأنهار إلى جنوبها أكبر مما في الأنهار إلى شمالها.

#### جبال نانلينغ
هذا تعبير عام لكافة الجبال على حدود مقاطعات قوانغشی-قوانغدونغ وهونان-جيانغشي . وتمتد من الغرب إلى الشرق لأكثر من 1000 كم. وتتكون من جبال يوتشنغلينغ ودوبانغلينغ ومنغتشولينغ وتشيتيانلينغ ودايويلينغ، لذلك تدعي: الجبال الخمسة . والواقع، تضم هذه السلسلة أيضا جبال جيوليان على حدود مقاطعتي جيانغشی-قوانغدونغ.
وكل سلسلة منفصلة عن الأخرى: واغلبها قصيرة وصغيرة وتمتد باتجاه شمال الشرق - جنوب الغرب: ولما كانت مختلفة من الغرب إلى الشرق فإنها تعتبر سلسلة من الغرب - الشرق بشكل عام . وتوجد بين الجبال عدد من الوديان السحيقة والممرات تعتبر معابر حيوية للمواصلات بين الشمال والجنوب منذ قديم الزمان، وهي ليست مرتفعة (حوالى 1000 م فوق سطح البحر) غير انها حاد فاصل جغراف طبيعي في جنوبي الصين، وتفصل نهر اليانغتسي عن نهر تشوجيانغ: وتكثر بسفوحها الجنوبية والشمالية مشاهد مختلفة تمام الاختلاف. وتنمو المحصولات في الفصول الأربعة على السفوح الجنوبية حيث يسود الدفء طوال السنة، في حين تشهاد السفوح الشمالية البرد وكثيرا ما يسقط عليها الثج شتاء.

#### جبال هنغدوان
وهي سلسلة من السلاسل المتوازية من الشمال إلى الجنوب وتمتد من غرب مقاطعتي سيتشوان وپونان إلى شرقي التبت، وتتشكل هذه الجبال، من الغرب إلى الشرق من: جبال قاوليقونغ ونوشان وداشيوه وتشيونغلاي، ويقال أن هذه السلسلة استمدت اسمها ومعناه «الجبال الحاجزة» باللغة الصينية، لأنها تصد المواصلات بين الغرب والشرق. وترتفع هذه الجبال 3000 إلى 4000 م فوق سطح البحر وتصل في بعض نقاطها إلى 5000 - 6000 م، وارتفاع أعلى قمة فيها، جبل قونغقا، 7556 م.
وتتدفق انهار جينشا ولانتسانغ ونوجيانغ وغيرها من الأنهار الهادرة متوازية نحو الجنوب عبر الوديان العميقة بين الجبال. وبشكل عام، فالفرق في الارتفاع بين الجبال والوديان حوالی 2000 م مما يشكل منظر رائعا يأخذ بالالباب. وهناك تتوزع النباتات والتربة في شكل عمودی شدید الوضوح فتتميز بمناظر ثلاث مناطق : استوائية ومعتدلة وباردة : فجبل قونغقا على سبيل المثال، تغطى الثلوج قمته غير انه دفئ في وسط سفوحه حيث تكثر الغابات الكثيفة. والوديان هناك حارة جدا، على ارتفاع 1000م فوق سطح البحر، وتكثر المحصولات شبه الاستوائية